# Митьков, Прокофий Платонович
Прокофий Платонович Митьков (1799—1866) — русский морской офицер, участник Русско-персидской и  Крымской войн, мореплаватель, исследователь северной части Тихого океана и берегов Аляски, помощник главного правителя Русской Америки, начальник 2-й флотской дивизии Балтийского флота, вице-адмирал. В 30-х годах XIX века Российско-Американская компания в честь П. П. Митькова назвала остров Миткова.

## Ранние годы
Прокофий Платонович Митьков родился в 1799 году в семье армейского прапорщика в деревне Радоницы Новгородского уезда Новгородской губернии. Представитель дворянского рода Митьковых.
11 февраля 1811 года поступил в Морской кадетский корпус, 15 мая 1815 года произведён в гардемарины. 9 февраля 1818 года, после окончания морского корпуса, произведён в мичманы. Направлен для прохождения службы на фрегат «Помона» в Архангельск, на котором перешёл в Кронштадт. В 1819 году на транспорте «Полифем» плавал в Финском заливе. В 1820—1823 годах на линейных кораблях «Северная Звезда» и «Ретвизан» крейсировал в Балтийском море.

22 марта 1823 года произведён в лейтенанты, в 1824 году на линейном корабле «Святой Андрей» плавал от Кронштадта к Исландии. В 1825 году проходил службу на брандвахтенном фрегате «Быстрый» на кронштадтском рейде. В 1826 году, во время русско-персидской войны, был командирован в Астрахань. Сначала командовал комитетской расшивой № 1. В 1826 году был командиром транспорта «Пётр» Каспийской военной флотилии, на котором перевозил казённый провиант по Каспийскому морю от Астрахани к берегам Ирана. В 1828 году был переведён в Кронштадт на 110-пушечный линейный корабль «Император Александр I», на котором крейсировал в Балтийском море.

## Служба в Российско-Американской компании

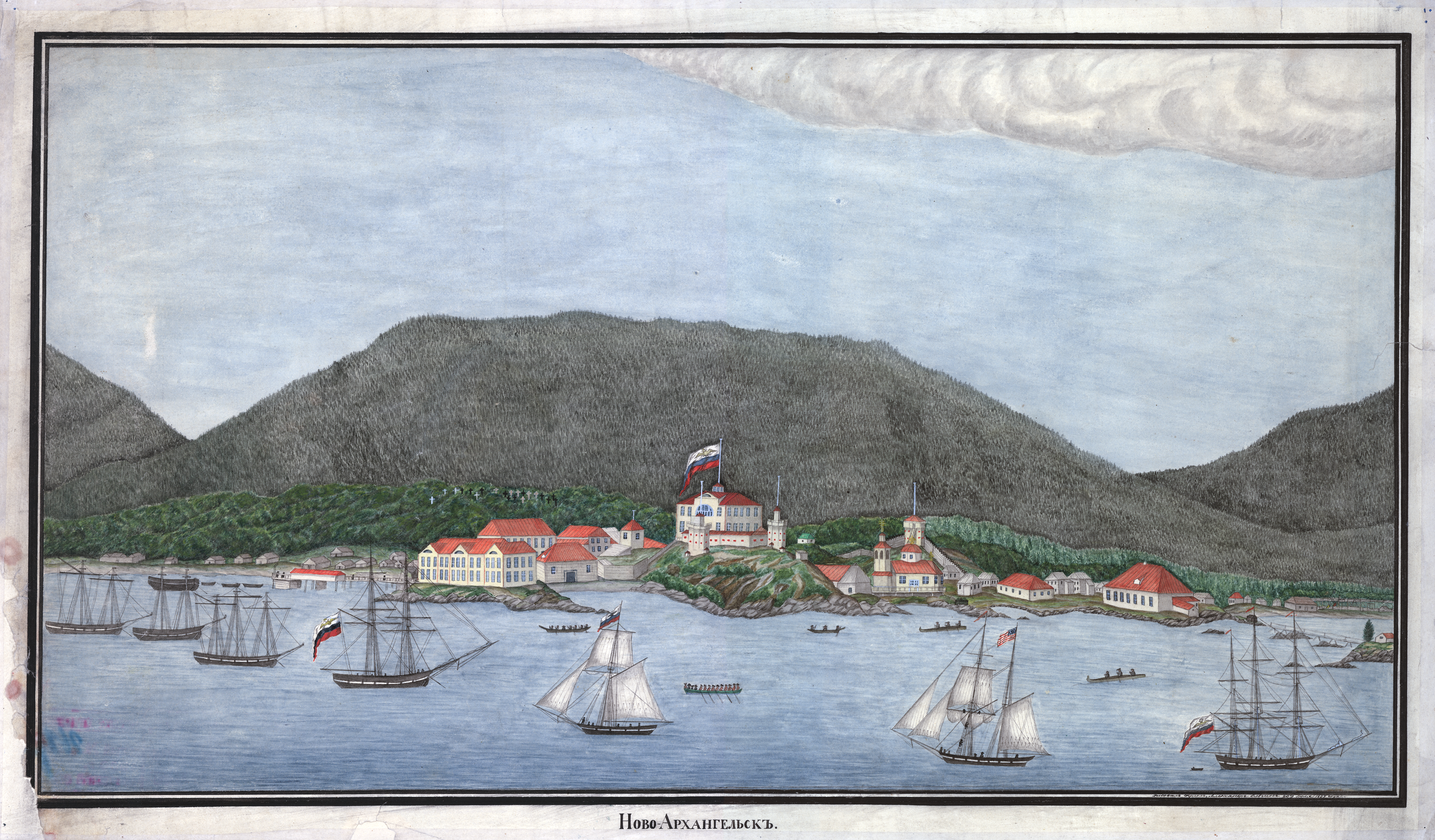
Ново-Архангельск на акварели, подписанной «креолом Александром Ольгиным 20 июля 1837 года»

В мае 1831 года поступил на службу в Российско-Американскую компанию и сухопутным путём через Сибирь прибыл в Охотск. Осенью 1831 года командуя бригом «Полифем» перешёл в Ново-Архангельск. В феврале 1832 года главный правитель Русской Америки Ф. П. Врангель направил лейтенанта Митькова на бриге «Полифем» в Кадьяк для установления дружеских отношений с алеутами и оказания помощи в доставке на бриге охотников с 30 байдарками в район промысла к берегам Якутата и в бухту Льтуа. В 1832—1836 годах командовал компанейскими судами: бригом «Полифем» и шлюпом «Ситха», плавал между Ново-Архангельском и портами Сан-Франциско и Монтерей, ходил в Мексику, на Камчатку,  Курильские и Алеутские острова. Принимал участие в исследованиях северной части Тихого океана. Исследовал в заливе Аляска архипелаг Александра, один из островов которого назван его именем — остров Миткова.
22 апреля 1834 года произведён в чин капитан-лейтенанта. В ноябре-декабре 1835 года на шлюпе «Ситха» доставил Ф. П. Врангеля из Ново-Архангельска в порт Монтерей для дальнейшей его сухопутной поездки в Мексику и проведения там переговоров с мексиканским правительством. В январе 1836 года шлюп «Ситха» был направлен в Гуаймас и Лоретто для обмена пиломатериалов и рангоутного дерева на муку для жителей Ново-Архангельска.
13 октября 1836 года был назначен капитаном Новоархангельского порта, 18 ноября того же года произведён в капитаны 2-го ранга, одновременно назначен вице-губернатором Русской Америки, занимал этот пост до 1841 года. В 1836 году в Ново-Александровске был неурожайный год, чтобы спасти население от голода, Митьков возглавил экспедицию на шлюпе «Ситха» в Калифорнию, где закупил муку и организовал добычу соли на озере острова Дель-Кармен. С поверхности озера было добыто десять тысяч пудов соли. В этой экспедиции Митьков изучил торговлю зерном, шкурами, серебром в портах Калифорнийского залива.
6 декабря 1839 года за отличие произведён в капитаны 1-го ранга с зачислением по флоту.
26 мая 1840  года сдал дела и на компанейском судне прибыл в Охотск для выполнения особого поручения Управляющего Российско-Американской компании капитана 2-го ранга А. К. Этолина, после выполнения которого в августе 1842 года вернулся в Санкт-Петербург.

## Служба на Балтийском флоте

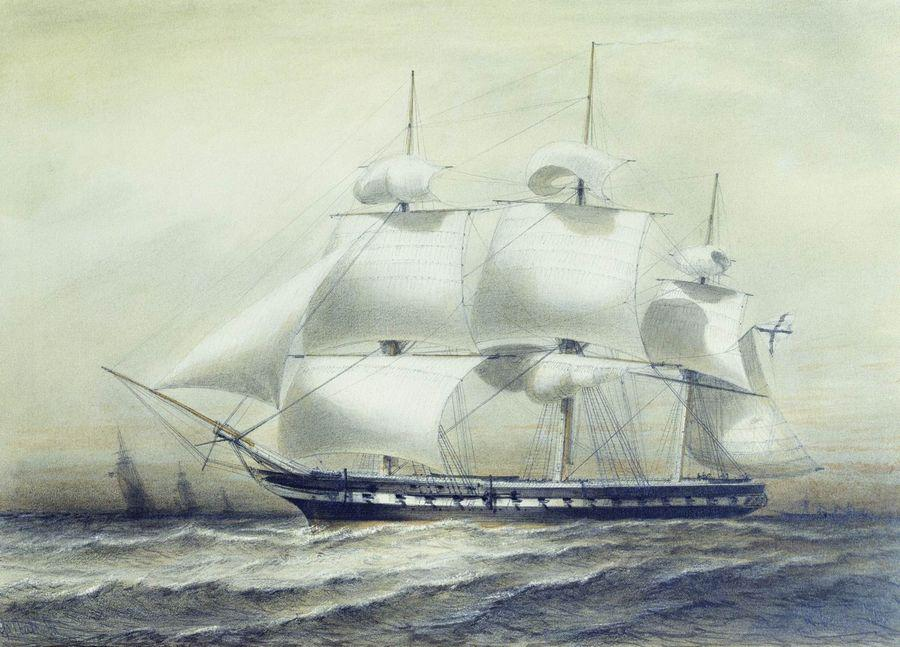
Фрегат «Паллада»

В 1842—1843 годах командовал 52-пушечным фрегатом Балтийского флота «Паллада», на котором гардемарины в практическом плавании изучали порты Финского залива. С 1844 по 1848 год был командиром 70-пушечного корабля «Арсис», который участвовал в практических плаваниях в Балтийском и Северном морях.
4 декабря 1843 года пожалован орденом Святого Георгия IV класса за беспорочную выслугу 25 лет в офицерских чинах. В 1846 году награждён орденом Святой Анны 2-й степени.
3 апреля 1849 года произведён в контр-адмиралы и назначен командиром 3-й бригады 1-й дивизии Балтийского флота. В 1849—1853 годах держал свой флаг на линейных кораблях «Эмгейтен» и «Смоленск», на которых крейсировал на Балтийском море, а с 1852 года в Немецком море. В 1851 году награждён орденом Святого Владимира 3-й степени, в 1853 году — орденом Святого Станислава 1-й степени.
Участвовал в Крымской войне 1853—1856 годов на Балтике. На флагманском корабле «Смоленск» находился в средней кронштадтской гавани, для обороны Кронштадта от англо-французского флота. 18 мая 1855 года назначен начальником 2-й дивизии Балтийского флота. Состоял отрядным начальником трёх батальонов гребной флотилии у Лисьего Носа, а затем имея свой флаг на корвете «Князь Варшавский», командовал отрядом блокшивных судов на северном кронштадтском фарватере. 30 августа 1855 года произведён в вице-адмиралы с утверждением начальником 2-й флотской дивизии. В 1858 году награждён орденом Святой Анны 1-й степени.
21 марта 1860 года зачислен по резервному флоту. Владел имением во Владимирской губернии, был женат на Екатерине Ильиничне (умерла 29 января 1901 года).
Скончался 31 мая 1866 года в Санкт-Петербурге. Похоронен на Митрофаниевском кладбище.

## Память

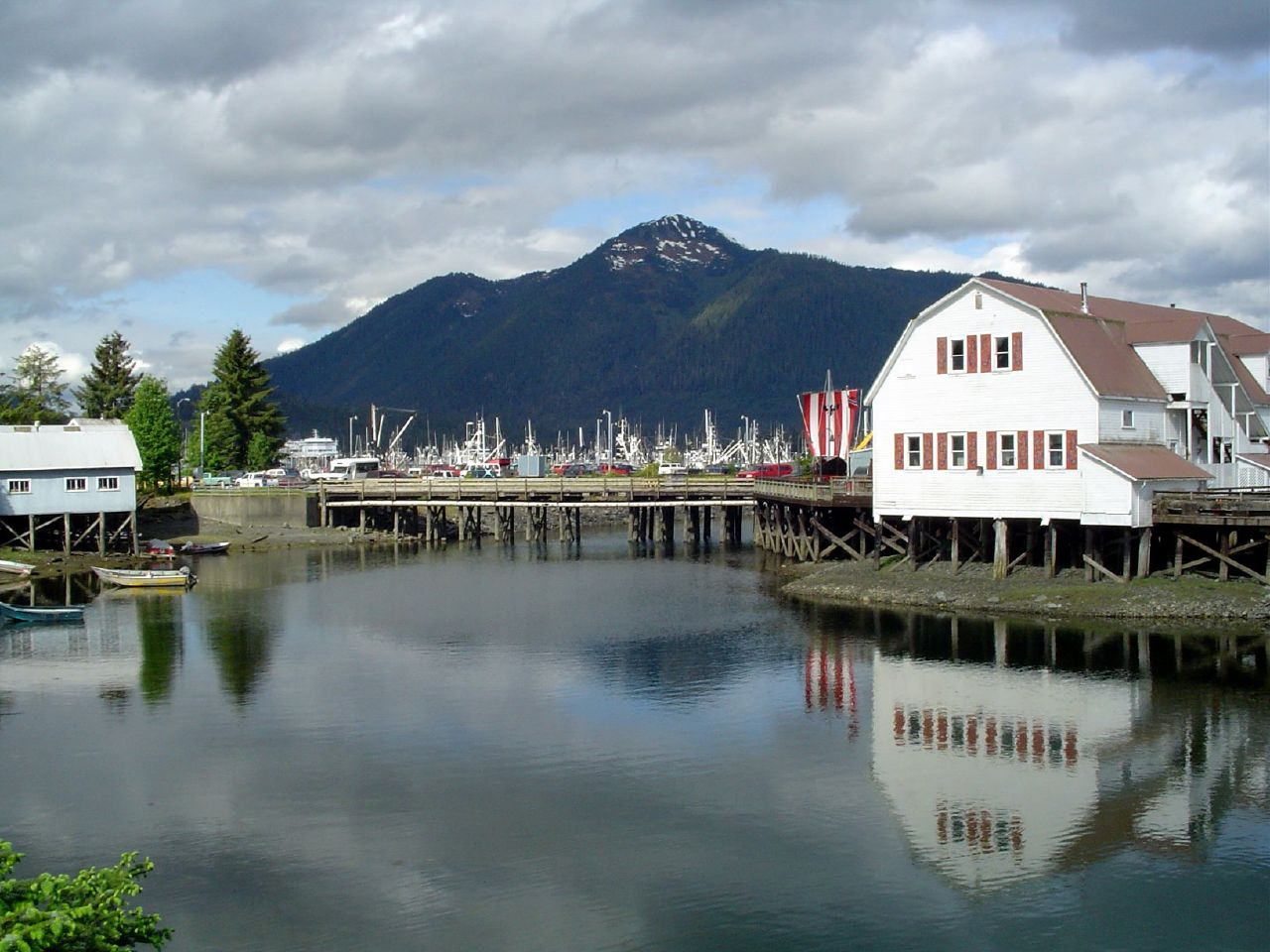
Остров Миткова в районе города Питерсберг (2005)

В 30-х годах XIX века Российско-Американская компания в честь Прокофия Платоновича Митькова назвала открытый им остров (56°36' с. ш. 132°49' з. д.) в архипелаге Александра, залив Аляска. По острову проходит автострада, официально именуемая «автострадой Миткоф».